# Asterolecaniidae
Asterolecaniidae es una familia de insectos en la superfamilia Coccoidea. Suelen causar una cavidad en los tejidos de la planta huésped y, a menudo provocan una distorsión de los brotes. Se encuentran en un rango amplio de plantas huéspedes, pero son especialmente comunes en los robles, bambúes y una serie de plantas ornamentales. Los miembros de esta familia se encuentran en la mayoría de las regiones del mundo, pero son más abundantes en el hemisferio norte. Tiene unos 27 géneros y 243 especies descritas.

## Ciclo de vida
En esta familia las hembras tienen tres estadios y los machos, cinco. Generalmente se encuentran en las hojas o los brotes de la planta huésped y con frecuencia le causan deformación. El cuerpo está cubierto generalmente por una capa translúcida o transparente. Los huevos se colocan debajo ocupando la cavidad formada en las matrices de las hembras adultas cuando estas se contraen al morir en otoño. Los machos no se suelen encontrar, pero cuando aparecen, se desarrollan  de una manera similar a las hembras.

## Géneros
- Abditicoccus
- Acanthococcus
- Amorphococcus
- Asterodiaspis
- Asterolecanium
- Bambusaspis
- Callacoccus
- Elegatis
- Endernia
- Eremococcus
- Frenchia
- Grammococcus
- Hsuia
- Hyalococcus
- Liuaspis
- Mycetococcus
- Mycococcus
- Neoasterodiaspis
- Oacoccus
- Palmaspis
- Pauroaspis
- Planchonia
- Polea
- Pollinia
- Russellaspis
- Sclerosococcus
- Trachycoccus